# Glenea krusemani
Glenea krusemani är en skalbaggsart som beskrevs av Stefan von Breuning 1958. Glenea krusemani ingår i släktet Glenea och familjen långhorningar. Inga underarter finns listade i Catalogue of Life.